# U.S.A. (United State of Atlanta)
U.S.A. (United State of Atlanta) jest czwartym studyjnym albumem grupy muzycznej Ying Yang Twins. Został również wydany w edycji Chopped & Screwed.

## Lista utworów
1. "All Good Things" (Intro) 1.29
2. "Fuck the Ying Yang Twins" 4.56
3. "Long Time" (feat. Anthony Hamilton) 5.16
4. "Live Again"(feat. Adam Levine) 4.15
5. "We At War" (Skit) 0.59
6. "Ghetto Classics" 3.58
7. "The Courthouse" (Skit) 0.28
8. "23 Hr. Lock Down" (feat. Bun B) 4.37
9. "Sex Therapy 101" (Skit) 1.12
10. "Wait (The Whisper Song)" 2.59
11. "Sex Therapy 102" (Skit) 1.01
12. "Pull My Hair" 4.12
13. "Sex Therapy 103" (Skit) 0.58
14. "Bedroom Boom" (feat. Avant) 4.37
15. "The Walk" (feat. Da Muzicianz, Countrie Biggz, Homebwoi & B.G.) 4.21
16. "Hoes" (feat. Jacki-O) 4.23
17. "Badd" (feat. Mike Jones & Mr. Collipark) 3.45
18. "Put That Thang Down" (feat. Teedra Moses) 3.30
19. "Shake" (feat. Pitbull) 4.01
20. "My Brother's Keeper" (feat. Anwar) 5.24
21. "Dedication & Upcoming Events" (Skit) 2.19
22. "U.S.A." 3.32
23. "Wait (The Whisper Song) (Remix) (feat. Busta Rhymes, Missy Elliott, Lil Scrappy, Free & Mr. Collipark) (utwór dodatkowy) 4.35